# فرديناند فون ريتشهوفن

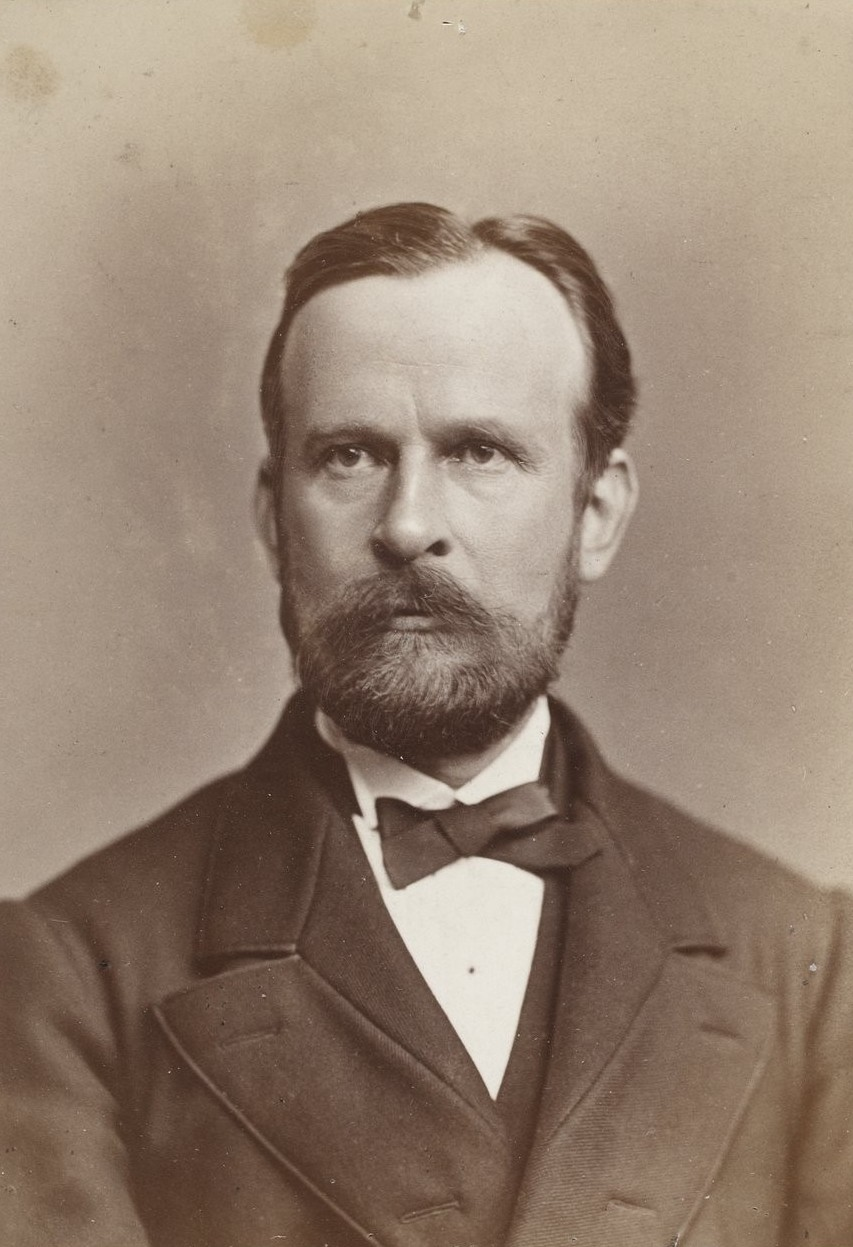

فرديناند فون ريتشهوفن (بالألمانية: Ferdinand von Richthofen)‏ (5 مايو 1833 - 6 أكتوبر 1905)عرف في الإنجليزية «بارون فون ريختهوفين» كان مسافرا المانيا جغرافي وعالم.في عام 1877 قام بتوحيد الكورغرافية والجغرافيا البيلوجية. كان عم الطيار مانفريد فون ريتشهوفن في الحرب العالمية الأولى، الذي عرف بالبارون الأحمر.

## السيرة الذاتية
ولد في كارلسروهي، البروسية سيليسيا وتعلم في بريسلاو وبرلين لقد سافر وتعلم في جبال الألب تيرول وجبال الكاربات في ترانسيلفانيا في عام 1860 انضم للبعثة اليولينوجية وهي بعثة براشونية والتي زارت سيلون، اليابان، تايوان، سيلابس، جافا، الفيلبين، سيام وبرما بين عام 1860وعام 1862.لم ينتج أي عمل مهم من هذه السفرات، حيث أن تسجيلات وتجميعات ريختهوفين قد ضاعت. لم تكن هنالك إمكانية للوصول للصين بسبب تمرد التايبينغ.
ولكن ريتشهوفن كان لديه الرغبة باستكشافها.منذ عام 1862 حتى عام 1868، قام بالعمل كجيولوجي في الولايات المتحدة، وقد اكتشف مناجم ذهب في كليفونيا.بعد ذلك قام باتباع اهتمامه في الصين عن طريق القيام بعدة رحلات قصيرة إلى هناك وأيضا إلى اليابان، بورمسا زجافا. في الصين قام باكتشاف بحيرة لوبنور الجافة، الضحلة.قام بنشر اكتشافاته الجفرافية، الجيلوجية، الاقتصادية وأخرى حول الشعوب البرانية في ثلاث مجلدات مع اطلس، ولكن لم يغطي الحقل بأكمله أو اكمال خطة الكاتب.هذا العمل ظهر في برلين عام 1877-85 تحت عنوان (نتائج تمتلك السفر، وقد تم تأسيسها في الدراسات) في هذا العمل القياس، الكاتب يتعامل ليس فقط مع الجيلوجية ولكن أيضا مع كل موضوع لازم لمقال جيغرافي عام.لا سيما انه انتبه للمصادر الاقتصادية للبلد التي اجتازها.هو أيضا كتب سلسلة من الرسائل القيمة إلى غرفة التجارة في شانغ هاي وأيضا انتبه لأهمية فحم شانتنغوكياتشو كمناء.عين بروفيسور في الجيلوجيا في جامعة بون في بداية عام 1875، ولكمن كونه مشغول بعمله في الصين بشكل دائم لم يقم بواجباته الاستاذية حتى عام 1879. أصبح بروفيسور بالجغرافيا في جامعة لايبتزغ عام 1883، وأيضا بروفيسور في الجغرافيا في جامعة فردريك ويليم في برلين عام 1886.احتل منصب السلم حتى موته.محاضراته جلبت طلاب باعداد كبيرة جدا الذين اصبحوا بارزين بوقت لاحق في الأعمال الجغراقية، ومن اجل البقاء على اتصال معهم قام بانشاء «ندوته» الجغرافية الأسبوعية.بين تلاميذه المشهورين جدا كان سفين هيدين المستكشف السويدي.خدم كرئيس الشعب/المجتمع الألماني الجغرافي بعدة سنوات.
توفي فرديناند فون ريتشهوفن عام 1905 ببرلين

## المنشورات

### الألمانية
إن الحجر الجيري جبال الألب من فورارلبرغ وشمال تيرول" في حولية Reichsanstalt الجيولوجية. 1859-1861
إن هبوط إنتاج المعادن" في رسائل بطرس. 1865
الصين، تأسست نتائج السفر الخاصة وذلك في دراسات (الصين: نتائج زياراتي وذلك استنادا إلى دراسات)، 1877-1912، 5 مجلدات.
وأطلس المهام وطرق الجغرافيا الحديثة (إلى كلمة ألقاها في لايبزيغ، 1883)
دليل للمستكشفين (دليل للباحث السفر), برلين، 1886
القوى الدافعة وتوجهات الجغرافيا في القرن التاسع عشر (عنوان على انتخابه رئيس الجامعة، برلين، 1903)

### الإنجليزية
كومستوك العرق: شخصيتها، ووضع المحتمل استمراره في العمق (1866)
مبادئ النظام الطبيعي من الصخور البركانية (1867)
رسائل إلى غرفة شنغهاي للتجارة (1869-1872)

## روابط خارجية
- فرديناند فون ريتشهوفن على موقع الموسوعة البريطانية (الإنجليزية)